# Yohana Ollarves
Yohana Ollarves (ur. 27 września 1978) – wenezuelska judoczka.
Brązowa medalistka igrzysk Ameryki Południowej w 1998, a także igrzysk Ameryki Środkowej i Karaibów w 1998 roku.